# Tortura y abuso de prisioneros en Abu Ghraib

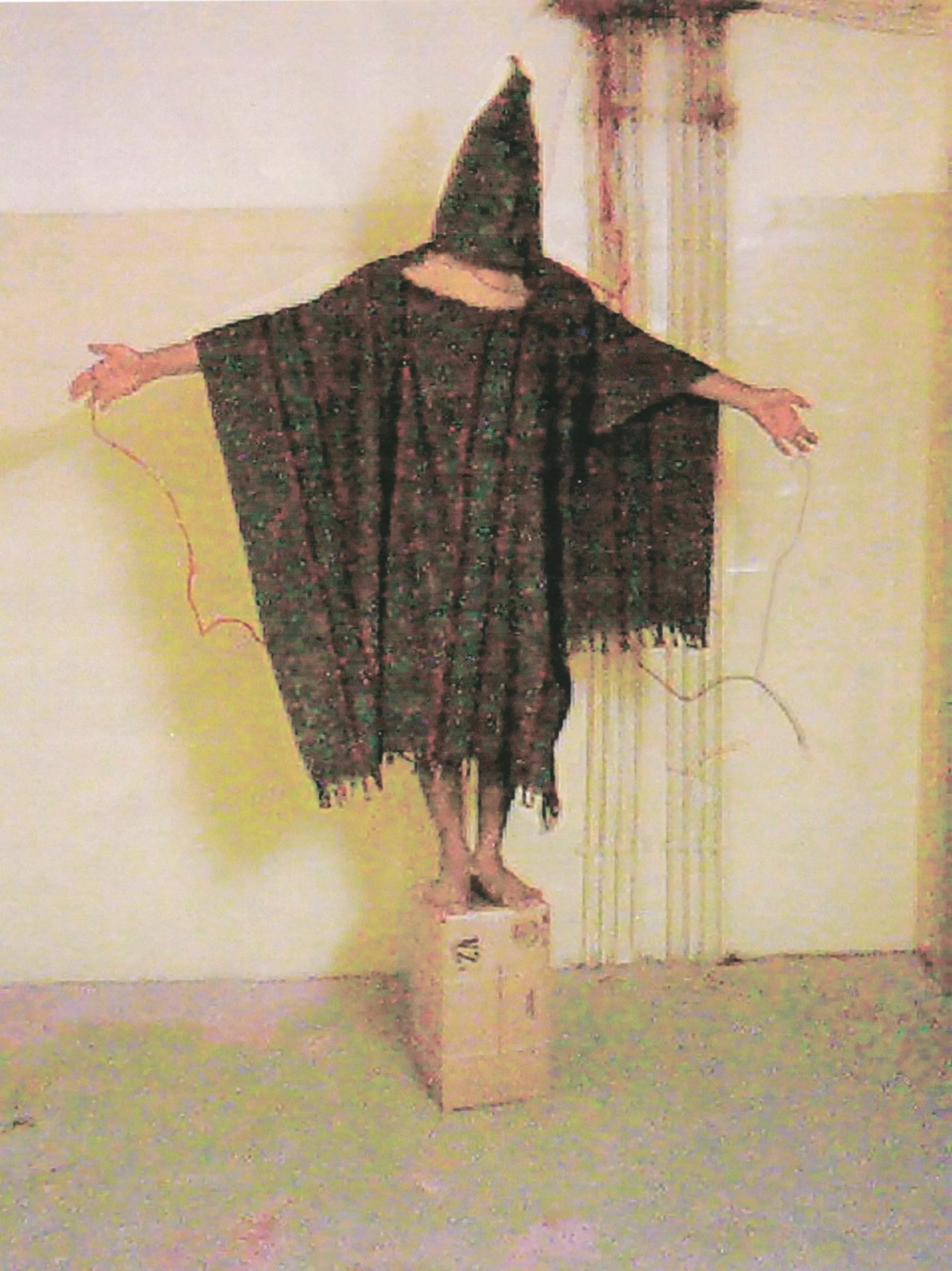
Fotografía del prisionero Abdou Hussain Saad Faleh siendo torturado conectándole al cableado eléctrico por manos y genitales.

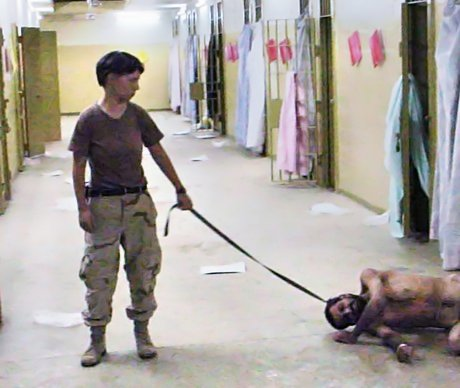
Prisionero amarrado con collar para perros.

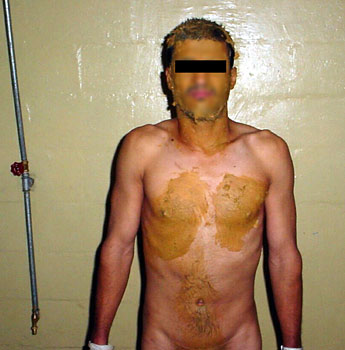
Prisionero con su cara completamente cubierta de heces.

A principios del 2003 sucedieron numerosos casos de tortura y abuso de prisioneros en la prisión de Abu Ghraib en Irak por el personal de la Compañía 372 de la Policía Militar de los Estados Unidos, agentes de la CIA (agencia gubernamental de los Estados Unidos) y contratistas militares involucrados en la ocupación de Irak.
La investigación criminal realizada por el ejército de los Estados Unidos se inició en enero del 2004 a raíz de la denuncia anónima efectuada por el sargento Joseph Darby. Los informes que le siguieron, así como también las fotografías que mostraban personal militar estadounidense abusando de prisioneros causaron un gran revuelo mundial cuando en abril, el programa 60 minutos de la CBS y un artículo de Seymur M. Hersh en la revista The New Yorker destaparon la historia.
El escándalo político producido por el incidente dañó la credibilidad y la imagen de los Estados Unidos y sus aliados en las operaciones militares de la guerra de Irak y fue usado por los críticos de la política exterior de los Estados Unidos de América, quienes argumentaron que el hecho representaba una actitud extendida de falta de respeto y de violencia hacia los árabes. La administración de EE. UU. se defendió argumentando que los abusos eran resultado de acciones independientes y aisladas de personal de bajo rango, mientras que los críticos afirmaban que las autoridades ordenaron y animaron los abusos, y pedían la renuncia de varios oficiales de la administración, particularmente de Donald Rumsfeld.
El Departamento de Defensa expulsó a 17 soldados y oficiales del servicio y siete soldados fueron acusados de abandono del servicio, maltrato, asalto agravado y lesiones personales. Entre mayo del 2004 y septiembre del 2005, siete soldados fueron condenados en una corte marcial y sentenciados a prisión, rebajados de rango y dados de baja del servicio en forma deshonrosa. Dos soldados, el especialista Charles Graner y su novia Lynndie England fueron sentenciados a 10 y 3 años de prisión respectivamente en juicios que concluyeron el 14 de enero y 26 de septiembre de 2005. La comandante de la prisión, Brigadier General Janis Karpinski fue rebajada de su rango a coronel el 5 de mayo.
El 15 de enero de 2006, nuevas fotografías y videos fueron emitidos en el programa Dateline del canal de televisión australiano SBS en un momento en el que se apela por parte del gobierno la decisión de una corte estadounidense en favor de la ACLU que le ordena al Pentágono hacer públicas todas las imágenes existentes sobre los casos de tortura en Abu Ghraib.

## Informe Taguba

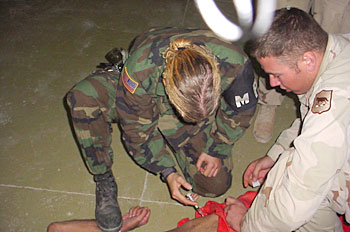
Abu Ghraib 91

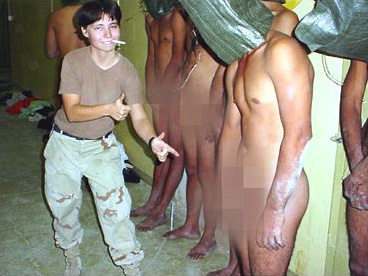
Lynndie Rana England hace un gesto de "pulgar hacia arriba" o se burla de que sostiene una pistola que usará para dispararle a los genitales de un prisionero iraquí desnudo y encapuchado en la prisión de Abu Ghraib. 2003

El informe del General Antonio Taguba, del 4 de abril de 2004, citaba numerosos ejemplos de la forma en que el abuso de prisioneros se llevaba a cabo.
- Dar puñetazos, cachetadas y patear a los detenidos; saltar sobre sus pies desnudos.
- Grabar en vídeo y fotografiar prisioneros desnudos, tanto hombres como mujeres.
- Forzar a los prisioneros a desempeñar posiciones de acto sexual y fotografiarlos.
- Desnudar detenidos a la fuerza y mantenerlos desnudos durante varios días.
- Forzar a hombres desnudos a usar ropa interior femenina.
- Forzar a los detenidos a masturbarse para fotografiarlos y grabarlos.
- Amontonar a los prisioneros desnudos y saltar sobre ellos.
- Poner de pie sobre cajones a prisioneros, con un bozal sobre su cabeza y amarrar cables eléctricos a los dedos de los pies y manos y al pene para amenazar con tortura eléctrica.
- Colocar un collar y correa de perro a un detenido desnudo y mientras lo 'pasea' una mujer soldado.
- Violación de una mujer detenida por un Policía Militar.
- Sacar fotografías de prisioneros muertos en posición de celebración.
- Romper luces químicas sobre los detenidos y echar líquido fosfórico sobre los prisioneros.
- Regar con agua fría a los detenidos desnudos.
- Golpear a los detenidos con escobas y sillas.
- Amenazar a los detenidos con una violación.
- Permitir a guardias militares coser las heridas de un detenido, herido después de ser arrojado contra la pared de su celda.
- Sodomizar detenidos con luces químicas y palos de escobas.
- Usar perros militares sin bozales para intimidar a los prisioneros, en una ocasión el prisionero fue mordido y gravemente herido por el perro.

## Denuncias del New York Times
El periódico New York Times informó el 12 de enero de 2005 que entre los abusos que tenían lugar en Abu Ghraib estaba:
- Orinar sobre los prisioneros.
- Saltar sobre las piernas de los detenidos con tanta fuerza que la herida no pudiera sanar debidamente.
- Continuos golpes en las piernas de los detenidos con bastones metálicos colapsables.
- Verter ácido fosfórico sobre los prisioneros.
- Sodomizar prisioneros con bastones.

## Denuncias del canal australiano SBS
En un programa emitido el 15 de febrero de 2006, la cadena de televisión australiana presentó evidencias fotográficas de nuevos tipos de tortura no denunciados en informes previos como:
- Cubrir a los prisioneros desnudos con excrementos y fotografiarlos

El canal denunció además que un prisionero enfermo mental había sido utilizado como la mascota de las torturas y que algunas mujeres detenidas en la calle acusadas de practicar la prostitución fueron llevadas a la prisión y obligadas a posar desnudas.

## Reacción en Washington
El Secretario de Defensa estadounidense Donald Rumsfeld rechazó las acusaciones de tortura y calificó los hechos de Abu Ghraib como abusos cometidos por unas manzanas podridas y que no corresponden al espíritu americano.[cita requerida] La Casa Blanca se refiere a los prisioneros en Abu Ghraib y otras prisiones en Irak y Guantánamo como combatientes enemigos a los cuales no se les aplica tortura, sino técnicas agresivas de interrogatorio.[cita requerida] Bush ha dicho en varias ocasiones que la Convención de Ginebra no tiene lugar en este caso, puesto que los terroristas no usan uniforme y no se rigen por las normas de la guerra.[cita requerida]
Al regreso de su viaje por Sudamérica después de asistir a la Cumbre de las Américas en Mar del Plata, Argentina, en noviembre de 2005, George W. Bush declaró en Panamá que los Estados Unidos no llevaban a cabo ningún tipo de tortura. La afirmación sucedía en momentos en que una propuesta de ley patrocinada por el senador McCain, prohibiendo “el trato cruel, inhumano y degradante a prisioneros detenidos por el gobierno de los EE. UU.”  estaba siendo debatida en el Senado.[cita requerida]
El vicepresidente Dick Cheney pidió al Senado hacer un excepción para la CIA de tal manera que sus agentes puedan llevar a cabo técnicas agresivas de interrogación de prisioneros.[cita requerida]

## Cierre y transferencia al Gobierno iraquí
El 9 de marzo de 2006, las autoridades militares estadounidenses decidieron el cierre de la prisión de Abu Ghraib y el traslado de los detenidos a otros centros penitenciarios de Irak. En agosto de 2006, se informó de que la prisión se encontraba ya vacía y el 2 de septiembre, se realizó la cesión formal al gobierno iraquí que fue anunciada por Ali al-Dabbagh, portavoz del primer ministro Nuri al Maliki. La ceremonia fue dirigida por el mayor general Jack Gardner, comandante de la Task Force 134, y representantes del ministerio de justicia y del ejército iraquí.

## Consecuencias políticas
El 9 de noviembre de 2006 Donald Rumsfeld, quien en boca de David Ignatius, del The Washington Post, es la figura que "simboliza no sólo el fracaso de la guerra, sino también la arrogancia y la ausencia de responsabilidades", fue destituido del cargo de secretario de defensa tras la derrota del partido republicano en las elecciones legislativas del 7 de noviembre. El 14 de noviembre, una veintena de asociaciones de derechos humanos representadas por el abogado alemán Wolfgang Kaleck demandaron a Rumsfeld y otros cargos estadounidenses en el Tribunal Supremo alemán de Karlsruhe por crímenes de guerra.